# 가이아나의 코로나19 범유행
다음은 가이아나의 코로나19 범유행 현황에 대한 설명이다.
2020년 3월 11일 가이아나에서 처음으로 2019년 20년식 코로나바이러스 대유행이 기록되었다. 그 사건은 뉴욕에서 온 여자였다.

## 연혁
2020년 3월 11일 가이아나에서는 당뇨, 고혈압 등 기초적인 건강 상태를 겪고 있는 52세의 여성으로부터 최초의 코로나바이러스 환자가 기록되었다. 이 여성은 조지타운 공립 병원에서 사망했다.
2020년 3월 18일, 가이아나 민간 항공국은 14일 동안 들어오는 국제 여객기들의 공항을 폐쇄했다.
가이아나는 4월 3일 현재 19건, 4건의 사망을 신고해, 세계에서 가장 높은 코로나19 사망률을 기록하였다.

## 같이 보기
- 나라별 코로나19 범유행
- 남아메리카의 코로나19 범유행